# HSB 187 015
Der HSB 187 015 ist ein meterspuriger Triebwagen der Harzer Schmalspurbahnen.

## Geschichte
Unter der Bezeichnung SmVT 2000 entwickelte das DB-Werk Wittenberge einen Triebwagen für die Schmalspurbahnen in der ehemaligen DDR. Nach einem Test wurde der Triebwagen von den Harzer Schmalspurbahnen gekauft und als 187 015 in den Triebfahrzeugpark eingereiht. Der Triebwagen war so geplant, dass er mit geringen Änderungen auch für 750-mm- und 900-mm-Strecken gebaut werden konnte, solche Exemplare kamen aber nicht zur Ausführung. Er ist auch nach BOStrab für den Straßenbahnbetrieb zugelassen (sichtbares Zeichen sind Außenspiegel) und verfügt über ein geschlossenes WC-System.
Auf der Grundlage dieses Prototypes wurden die neuen Triebwagen 187 016–019 gebaut. Im Unterschied zu den später gebauten Triebwagen ist der Prototyp etwas schwerer, kürzer, schwächer motorisiert, aber besser bogenläufig und besitzt weniger Sitzplätze (43). Der Wagenkasten wurde in Stahlleichtbauweise gefertigt. Auf jeder Fahrzeugseite gibt es eine zweiteilige Schwingtür und ausklappbare Stufen. Der Cummins-Sechszylinder-Dieselmotor wirkt über ein Strömungsgetriebe auf ein Triebdrehgestell, das zweite Drehgestell ist ohne Antrieb. Der Triebwagen erhielt schon nach kurzer Zeit den Spitznamen Himbeereis aufgrund seiner himbeerroten Farbgebung. Da diese schon nach wenigen Jahren stark ausgeblichen war, erhielt er zur anstehenden Hauptuntersuchung 2002 die übliche Farbgebung der HSB-Triebwagen in Weinrot und Elfenbein. Meistens wurde er im Plandienst auf der Selketalbahn eingesetzt.
2016 wurde der Triebwagen zum Fahrplanwechsel abgestellt und soll nach Ablauf der Fristen keine Hauptuntersuchung erhalten. Als Gründe wurden die Störanfälligkeit und die fehlende Kompatibilität genannt.